# George Cave, 1. Viscount Cave

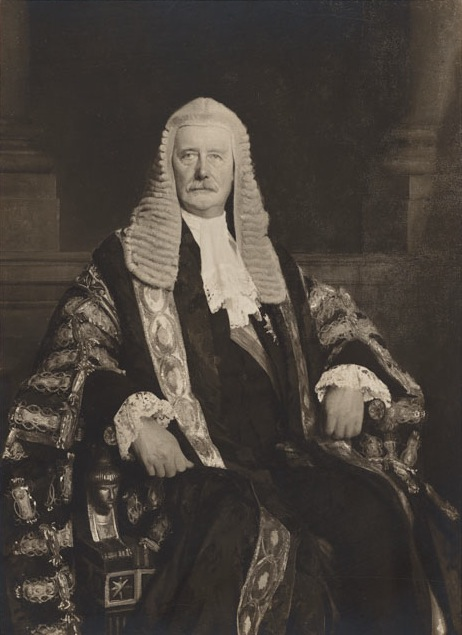
George Cave, 1. Viscount Cave

George Cave, 1. Viscount Cave GCMG KC PC (* 23. Februar 1856 in London; † 29. März 1928 in Burnham-on-Sea, Somerset) war ein britischer Anwalt und Politiker.

## Leben
Cave wurde geboren als Sohn des liberalen Politikers Thomas Cave und dessen Frau Elizabeth, Tochter von Jasper Shallcrass. Er besuchte die Merchant Taylors’ School in Nothwodd und das St John’s College in Oxford. Im Jahre 1880 wurde er zum Anwalt berufen, als solcher arbeitete er einige Jahre und wurde 1904 zum Kronanwalt ernannt.
1906 wurde er in das House of Commons gewählt und 1908 zum Mitglied der Königlichen Kommission für Landerwerb ernannt. Nachdem er zwei Jahre ständiger Berater der University of Oxford sowie General des Prince of Wales war, wurde er 1915 zum Solicitor General berufen und zum Ritter geschlagen. Im Jahre darauf wurde er unter David Lloyd George für drei Jahre Innenminister des Vereinigten Königreichs.
1918 wurde Georg Cave zum Viscount Cave of Richmond in the County of Surrey erhoben. Nachdem er 1919 Lord of Appeal geworden war, gehörte er für einige Jahre verschiedenen Kommissionen an, bevor er 1922 Lordkanzler wurde. Dieses Amt hatte er mit einer Unterbrechung im Jahre 1924 bis 1928 inne. Zudem wurde er 1925 zum Kanzler der Universität Oxford gewählt.

## Familie
Cave heiratete 1885 Anne Estella Sarah Penfold Mathews, Tochter von William Withney Mathews und Schwester von Sir Lloyd Mathews. Die Ehe blieb kinderlos. Am Tage seines Todes wurde sein Rücktritt als Lordkanzler angenommen und er sollte zum Earl erhoben werden. Aus diesem Grunde wurde seine Witwe zur Countess Cave of Richmond erhoben.